# ناحیه ون بورن، شهرستان پاتنم، اوهایو
ناحیه ون بورن، شهرستان پاتنم، اوهایو (به انگلیسی: Van Buren Township, Putnam County, Ohio) یک سکونتگاه مسکونی در ایالات متحده آمریکا است که در شهرستان پاتنم، اوهایو واقع شده‌است.

## خصوصیات
ناحیه ون بورن ۹۳٫۹ کیلومترمربع مساحت و ۳٬۱۲۸ نفر جمعیت دارد و ۲۲۷ متر بالاتر از سطح دریا واقع شده‌است.